# Dingat
Dingat ou Dingad était un roi breton de Galloway au Ve siècle.

## Contexte
Sa généalogie est détaillée dans les Harleian genealogies: [I]udgual map Tutagual (III) map Anarant map Mermin map Anthec map Tutagual(II) map Run map Neithon map Senill map Dinacat map Tutagual(I) map Eidinet map Anthun map Maxim guletic qui occidit gratianum regem romanorum
et dans le manuscrit des Généalogies du Jesus College MS. 20: Elidyr m Celenion merch Tutwal (III) tutclith m Anaraud Gwalchcrwn m Meruyn mawr m Kyuyn m Anllech m Tutwal (II) m Run m Neidaon m Senilth hael. Tryd hael or gogled. Senilth m Dingat m Tutwal (I) m Edneuet m Dunawt m Maxen wledic. val y mae vchot.
Il est le fils de Fils de Tutgual et père de Senyllt ap Dingat ils sont inclus dans une lignée de princes qui régnèrent sur royaume de Galloway et sur l'île de Man.

## Source
- (en) Peter Bartrum, A Welsh classical dictionary: people in history and legend up to about A.D. 1000, Aberystwyth, National Library of Wales, 1993 (ISBN 9780907158738), p. 226 DINGAD ap TUDWAL. (430)